# Agrypon opaculum
Agrypon opaculum là một loài tò vò trong họ Ichneumonidae.